# Anyalúg
Anyalúgnak a kristályosítás vagy átkristályosítás során a szilárd fázis eltávolítása után visszamaradt oldatot nevezik. A csapadékot dekantálással, centrifugálással vagy szűréssel lehet elválasztani. Az anyalúg az oldószeren kívül az oldott szennyezéseket és – mivel a kristályosított anyagra nézve telített – a tisztítandó, illetve előállítandó anyag egy részét is tartalmazza. Az anyalúg további hűtéssel ismét túltelítetté tehető a kristályosítandó anyagra nézve, így újabb kristályfrakciók nyerhetők. Ha a kristályosítás során nagy kristályok képződnek, azokban zárványok (anyalúgot tartalmazó üregek) keletkezhetnek, ami – az anyalúgban oldott szennyezések miatt – csökkenti a kristályok tisztaságát. Ugyanakkor a túlságosan apró kristályos sem megfelelőek, mivel igen könnyen adszorbeálnak felületükön szennyeződéseket. Az anyalúgok további feldolgozása (például az oldószer visszanyerése) is fontos vegyipari művelet.